# 83e division d'infanterie (Allemagne)
La  83e division d'infanterie  (en allemand : 83. Infanterie-Division ou 83. ID) est une des divisions d'infanterie de l'armée allemande (Wehrmacht) durant la Seconde Guerre mondiale.

## Création
La 83. Infanterie-Division est formée le 1er décembre 1939, en tant qu'élément de la 6e vague de mobilisation (6. Welle), à Bergen et constituée de réservistes venant du nord de l'Allemagne (Wehrkreis II, X, XI et XX).
Elle se rend à Hela le 26 avril 1945.

## Organisation

### Commandants
| Date                                        | Grade                    | Commandant               |
| ------------------------------------------- | ------------------------ | ------------------------ |
| 1er décembre 1939 - 10 décembre 1940        | General der Infanterie   | Kurt von der Chevallerie |
| 10 décembre 1940 - 3 février 1942           | Generalleutnant          | Alexander von Zülow      |
| 12 février 1942 - 2 novembre 1942           | Generalleutnant          | Adolf Sinzinger          |
| 2 novembre 1942 - 1er mars 1944             | Generalleutnant          | Theodor Scherer          |
| 1er mars 1944 - 29 juin 1944                | Generalleutnant          | Wilhelm Heun             |
| 29 juin 1944 - 22 août 1944                 | Generalleutnant          | Heinrich Götz            |
| 22 août 1944 - 27 mars 1945                 | Generalleutnant          | Wilhelm Heun             |
| 27 mars 1945 - 25 avril 1945                | Generalmajor der Reserve | Maximilian Wengler       |
| 25 avril 1945 - Capitulation de l'Allemagne | Oberst                   | Hellmuth Raatz           |

## Théâtres d'opérations
- Pologne : Décembre 1939 - Mai 1940
- France : Mai 1940 - Décembre 1940
- Allemagne : Décembre 1940 - Janvier 1941
- France : Janvier 1941 - Décembre 1941
- Front de l'Est, secteur central : Décembre 1941 - Octobre 1943
- Front de l'Est, secteur nord : Octobre 1943 - Octobre 1944
- Poche de Courlande et Prusse occidentale : Octobre 1944 - Avril 1945

## Ordre de bataille
1939
- Infanterie-Regiment 251
- Infanterie-Regiment 257
- Infanterie-Regiment 277
- Artillerie-Regiment 183
- Radfahrschwadron 183
- Panzerabwehr-Abteilung 183
- Pionier-Bataillon 183
- Nachrichten-Abteilung 183
- Infanterie-Divisions-Nachschubführer 183

1943
- Grenadier-Regiment 251
- Grenadier-Regiment 257
- Grenadier-Regiment 547
- Füsilier-Bataillon 83
- Artillerie-Regiment 183
- Feldersatz-Bataillon 183
- Panzerjäger-Abteilung 183
- Pionier-Bataillon 183
- Nachrichten-Abteilung 183
- Infanterie-Divisions-Nachschubführer 183

1945
- Grenadier-Regiment 251
- Grenadier-Regiment 257
- Grenadier-Regiment 277
- Divisions-Füsilier-Bataillon 83
- Artillerie-Regiment 183
- Feldersatz-Bataillon 183
- Panzerjäger-Abteilung 183
- Pionier-Bataillon 183
- Nachrichten-Abteilung 183
- Infanterie-Divisions-Nachschubführer 183
- Panzerjäger-Abteilung 183
- Divisions-Versorgungs-Regiment 183

## Accusations de crimes de guerre
En 1946, plusieurs officiers capturés du Grenadier-Regiment 277, y compris son ancien commandant Eduard Freiherr von Saß, ont été exécutés à Velikiye Luki pour des crimes commis contre la population civile de la ville lors des combats de 1941-1942. Il convient également de noter que la division a pris part à des opérations antipartisanes, comme l'opération Greif à Vitebsk.